# Ormes (Loiret)
 Ormes  es una población y comuna francesa, situada en la región de Centro, departamento de Loiret, en el distrito de Orléans y cantón de Ingré.

## Demografía
| 735 | 799 | 1062 | 1272 | 2291 | 3053 |
| Para los censos de 1962 a 1999 la población legal corresponde a la población sin duplicidades (Fuente: INSEE [Consultar]) |     |      |      |      |      |